# Egoitz Magdaleno
Egoitz Magdaleno de la Iglesia (* 4. April 1991 in Bilbao) ist ein spanischer Fußballspieler.

## Karriere
Magdaleno begann seine Karriere bei Danok Bat. Zwischen 2001 und 2007 spielte er für Athletic Bilbao. 2010 wechselte er zu Zalla UC in die Tercera División. 2011 kehrte er zu Athletic Bilbao zurück, wo er für das Farmteam CD Baskonia spielte. Im September 2012 debütierte er für Athletic Bilbao B in der Segunda División B.
In der Saison 2014/15 konnte Magdaleno mit Bilbao B in die Segunda División aufsteigen. Sein Debüt in der zweithöchsten spanischen Spielklasse gab er am 42. Spieltag und somit letzten Spieltag der Saison 2015/16 gegen den CD Teneriffa. Mit Bilbao B musste er jedoch nach nur einer Saison als Tabellenletzter wieder in die Segunda División B absteigen.
Zur Saison 2016/17 wechselte Magdaleno zum Drittligisten Sestao River.